# Louis Joseph, Thân vương xứ Condé
Louis V Joseph de Bourbon-Condé là một quý tộc Pháp, hoàng thân của Condé, prince du sang, sinh 9 tháng 8 năm 1736 tại Paris, mất 13 tháng 5 năm 1818 tại Chantilly

## Cuộc đời
Ông là con duy nhất của Thân vương Louis Henri và Công nữ Caroline xứ Hessen-Rotenburg. Khi còn trẻ ông cưới Charlotte-Godefried de Rohan-Soubise (1737-1760), con gái một người bạn vua Louis XV, Charles de Rohan-Soubise. Hai người có một con trai là Louis Henri Joseph và một con gái là Louise-Adélaide de Condé